# スラッカー
スラッカー, slacker は、第1次／第2次世界大戦間の時期に、徴兵制を拒否していた人々を指していたが、1990年代には、静的、熱心でない、努力をしないような人々の状態を表す言葉として使われる。典型として、スラッカーは無職・或はサービス業で不安定な被雇用状態にある。
イギリスでは、アイドラー, "idlers" とも呼ばれる。

## コンピューター
スラッカーは、Slackware（Linuxディストリビューション）の使用者のことも指す。